# Sobór Objawienia Pańskiego w Nogińsku
Sobór Objawienia Pańskiego – prawosławny sobór w Nogińsku, należący do dekanatu bogorodskiego eparchii bałaszyskiej Rosyjskiego Kościoła Prawosławnego.
Sobór wznosi się na miejscu cerkwi św. Mikołaja, wzniesionej najpóźniej w XVII stuleciu. Na jej miejscu w latach 1755–1767 ze środków zgromadzonych przez miejscowych wiernych została wzniesiona znacznie obszerniejsza świątynia. Od początku funkcjonowały w niej ołtarze Objawienia Pańskiego i św. Mikołaja. W latach 1822–1824 obiekt został powiększony o obszerny przedsionek, do którego przylegały ołtarze Opieki Matki Bożej i św. Mikołaja; pierwszy z wymienionych ołtarzy miał upamiętniać ocalenie miasta przed wojskami francuskimi w 1812. W latach 1822–1824 powstała również dwukondygnacyjna dzwonnica. W 1873 cerkiew w Bogorodsku. otrzymała status soboru, jednak w tym samym roku, na prośbę miejscowych wiernych, została rozebrana, by na jej miejscu mogła powstać jeszcze okazalsza świątynia. Obszerniejszy sobór, także pod wezwaniem Objawienia Pańskiego, został otwarty dla kultu w 1876. W latach 1885–1886 podwyższono dzwonnicę cerkwi.
Sobór był czynny do 1938, gdy został zamknięty. Dwa lata później został zaadaptowany na potrzeby produkcji przemysłowej i stację gazową. W 1953 pojawił się projekt zniszczenia jego kopuł i dzwonnicy, jednak ostatecznie nie został on zrealizowany. Świątynia została zwrócona wiernym w 1989.
W 1992 proboszcz parafii soborowej, archimandryta Adrian (Staryna), został usunięty z dotychczasowo zajmowanych funkcji. Cerkiew znalazła się wówczas w rękach niekanonicznej organizacji kościelnej – Ukraińskiego Kościoła Prawosławnego Patriarchatu Kijowskiego (w którego jurysdykcji pozostawała do 1997 r.). W 1994 powołana została w jego strukturach eparchia bogorodska, której katedrą był właśnie sobór Objawienia Pańskiego. 
Szczególnym kultem w soborze otaczane są kopia Tichwińskiej Ikony Matki Bożej, Kazańskiej Ikony Matki Bożej, ikony św. Mikołaja, św. Fiodora Uszakowa, Soboru Świętych Nowogrodzkich.

## Związani z cerkwią
W cerkwi służył św. Konstantyn Gołubiew, rozstrzelany w 1937 w ramach wielkiego terroru duchowny prawosławny, święty nowomęczennik. Należąca do niego kopia Włodzimierskiej Ikony Matki Bożej jest przechowywana w świątyni i otaczana szczególnym kultem.
W młodości psalmistą i śpiewakiem chóru soboru był Siergiej Izwiekow, później patriarcha moskiewski i całej Rusi Pimen.